# Pitică albă

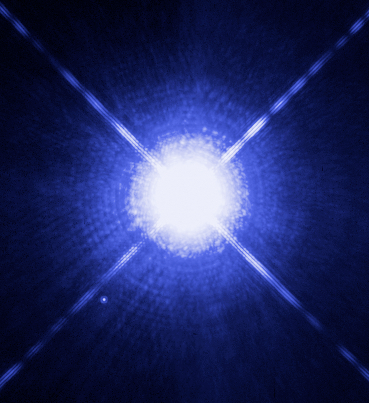
Steaua dublă Sirius. Componenta strălucitoare Sirius A este însoțită de o pitică albă, Sirius B, mult mai slabă, care în această fotografie luată cu telescopul spațial Hubble se vede la stânga-jos față de componenta A.

O pitică albă este o stea de masă medie aflată în ultima fază a evoluției. Asemenea stele nu au o masă suficientă pentru a genera în nucleu temperaturile necesare fuziunii nucleare, responsabile pentru nucleosinteza carbonului.
Înainte de a deveni pitice albe, stelele din această categorie trec prin faza de gigantă roșie, perioadă în care straturile exterioare se desprind și formează nebuloase planetare; nucleul inactiv rămas conține în principal carbon și oxigen. Prin absența fuziunii nucleare, materia stelară colapsează așa încât densitatea sa devine foarte mare; de exemplu, o pitică albă având masa Soarelui are aproximativ volumul Pământului. Întrucât în această fază steaua nu mai are nici o sursă de energie, ea va continua să radieze termic până la răcirea totală. Totuși, la vârsta actuală a Universului chiar și cele mai vechi pitice albe încă au temperaturi de câteva mii de grade.
În regiunea învecinată Sistemului Solar există numeroase pitice albe, estimându-se proporția lor la 6% din numărul total de stele.
Pitica albă radiază termic până va deveni o pitică neagră.